# Matriz Google

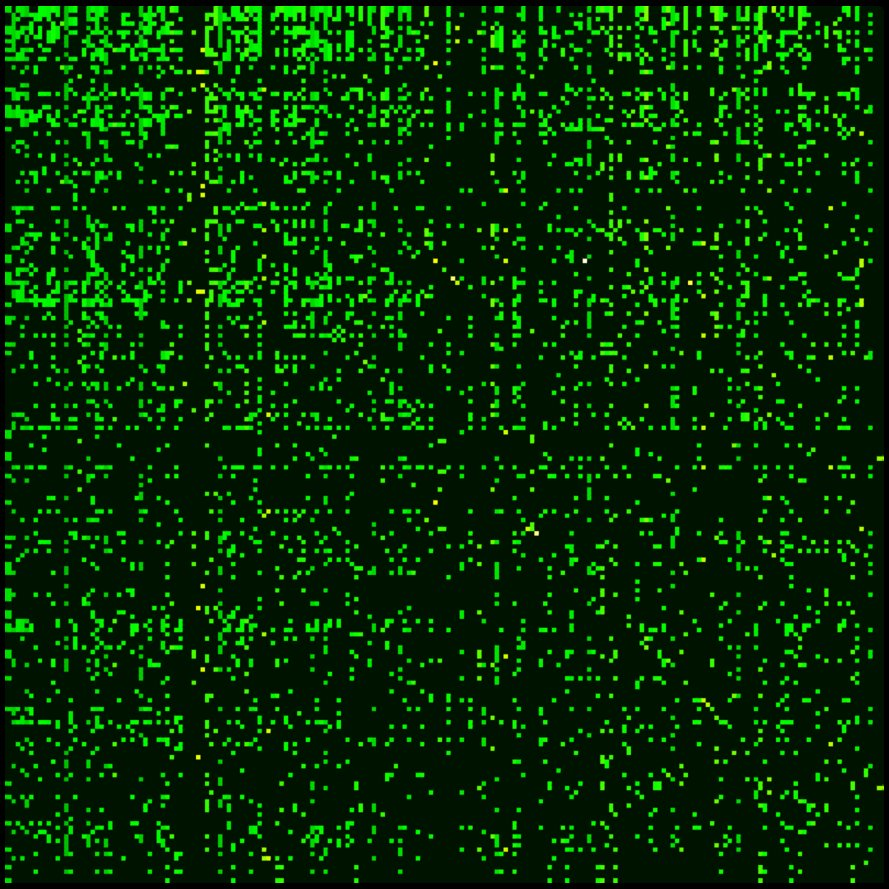
Matriz Google da Wikipedia (2009), retirada do L.Ermann, ADChepelianksii, DLShepelyansky, "Towards two-dimensional search engines"

A matriz Google é uma matriz estocástica que é usada pelo algoritmo PageRank do Google. A matriz representa um gráfico com bordas representando as ligações entre páginas. O ranking de cada página pode ser gerada de forma iterativa a partir da matriz do Google usando o método de potência. No entanto, a fim de que o método de potência possa convergir, a matriz deve ser estocástica, irredutível e aperiódica.